# 桑图尔德德里奥哈
桑图尔德德里奥哈，是西班牙拉里奥哈自治区的一个市镇。总面积15平方公里，总人口314人（2001年），人口密度21人/平方公里。